# Ricardo Valente
Ricardo Miguel Araújo Cardoso Valente (Matosinhos, 10 de maio de 1968) é um empresário, dirigente associativo português, e atual Vereador na Câmara Municipal do Porto, eleito pela primeira vez a 29 de setembro de 2013.

## Estudos académicos
Frequentou o ensino básico em Angola, Portugal e Brasil e o ensino secundário em Portugal. Em 1992, licenciou-se em Economia, pela Faculdade de Economia da Universidade do Porto, a mesma instituição de ensino onde é professor desde 1996.
No meio académico, soma-se um MBA pela Faculdade de Ciências Económicas e Empresariais da Universidade Católica de Lisboa, em 1996, e o mestrado em Finanças, pela mesma faculdade, no ano 2000. 

## Carreira
É docente na área de Finanças na Faculdade de Economia do Porto e nas áreas de análise de projetos de investimento, financiamento, gestão de risco e mercado de capitais na Porto Business School.
Tem exercido a sua atividade profissional na área financeira, nomeadamente na área de consultoria em gestão de risco, na área de mercado de capitais, gestão de patrimónios e posteriormente área da Banca de Investimentos.
É atualmente Consultor de Investimentos certificado pela CMVM.

## Política
Foi eleito para a Câmara Municipal do Porto como independente nas listas do Partido Social Democrata a 29 de setembro de 2013. A concelhia do PSD acusou-o de desleadade quando o mesmo aceitou o convite de Rui Moreira para tomar um pelouro apesar de ser oposição ao Executivo. Assim, desde Julho de 2016, tem o pelouro da Economia, assumindo a direcção da Divisão Municipal de Desenvolvimento Económico e Atracção de Investimento, intervenção que se estende ao InvestPorto. Desde Janeiro de 2017, é presidente da empresa municipal de Gestão de Obras Públicas. Foi membro da Comissão de Candidatura Nacional para a instalação da Agência Europeia de Medicamentos. Foi Presidente do Conselho de Administração da GO Porto (2016/2017). É Administrador da Sociedade Porto Vivo, SRU, EM. 